# 175 a. C.
El año 175 a. C. fue un año del calendario romano prejuliano. En el Imperio romano, fue conocido como el año 579 Ab Urbe condita.

## Acontecimientos
- Antíoco IV Epífanes gobierna el Imperio Seléucida.
- Comienza la rebelión de los Macabeos contra el anterior, que deseaba helenizar por la fuerza a los judíos
- Hispania Romana: A. Claudio Centón, pretor de Hispania Citerior.
- División del reino de Bactria.
- Los escordiscos ayudan a Perseo de Macedonia contra los romanos.

## Fallecimientos
- Asesinato de Seleuco IV del Imperio Seléucida.